# A Rush of Blood to the Head Tour
A Rush of Blood to the Head Tour – światowa trasa koncertowa brytyjskiej grupy rockowej Coldplay, która promowała ich drugi album pt. A Rush of Blood to the Head. Pierwszy koncert tour'u odbył się 21 stycznia 2003, a trasę zakończył koncert 8 września tego samego roku. W ciągu dziewięciu miesięcy artyści zagrali 70 oficjalnych koncertów, wykonując takie utwory jak "The Scientist", "Trouble" czy "Yellow".